# مورچه ملکه

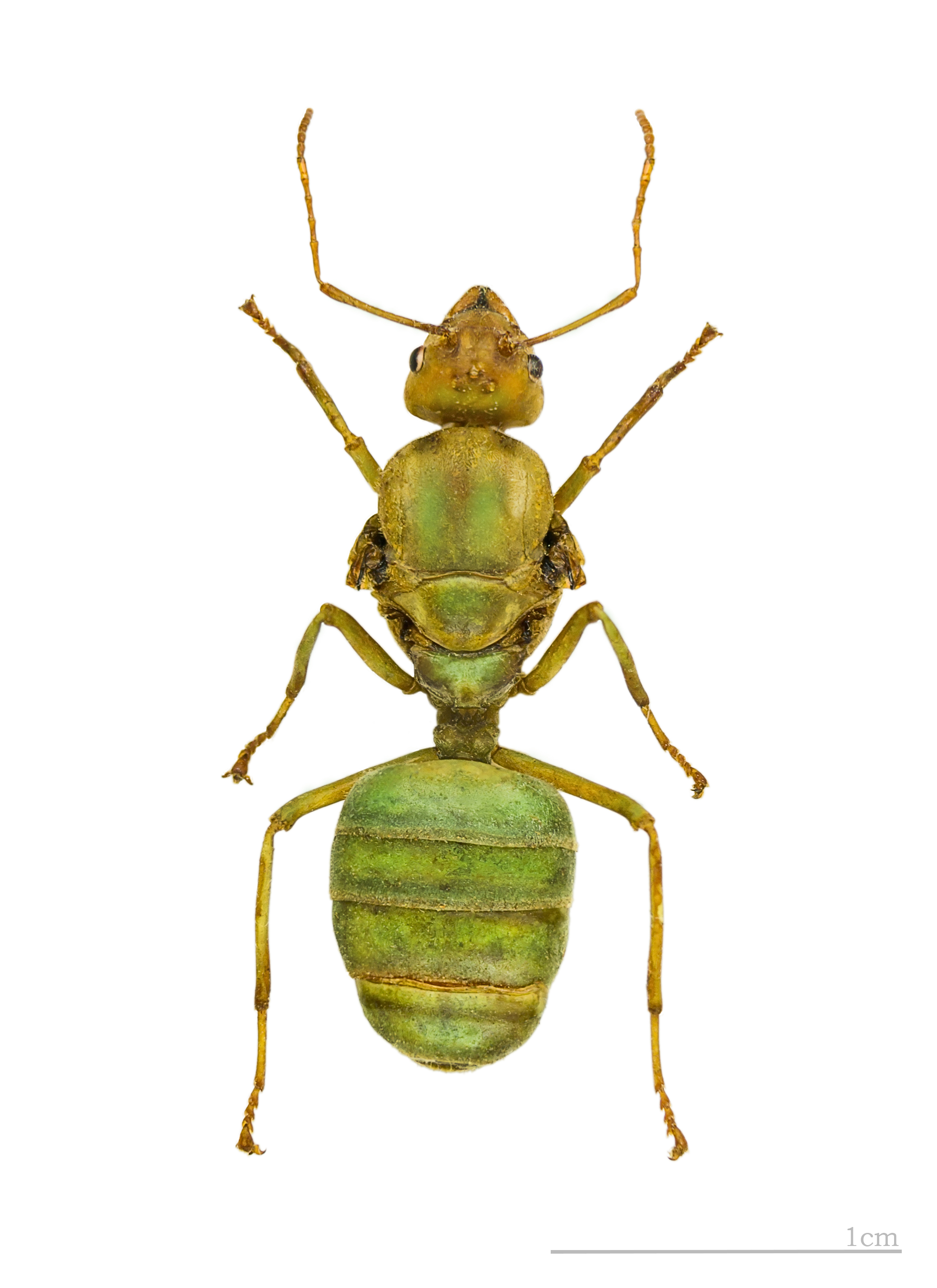
ملکه Oecophylla smaragdina با بال‌های شکسته

مورچه ملکه (که به‌طور رسمی به عنوان Gyne شناخته می‌شود) یک مورچه بالغ است که در یک کلونی مورچه‌ها تولیدمثل می‌کند. او معمولاً مادر همهٔ مورچه‌های دیگر در آن کلنی است. برخی از مورچه‌های ماده مانند Cataglyphis برای تولید نسل نیازی به جفت‌گیری ندارند و از طریق بکرزایی غیرجنسی یا شبیه‌سازی تولیدمثل می‌کنند و همه آن فرزندان ماده خواهند بود. دیگران، مانند آنهایی که در سردهٔ مورچه ولنتاین هستند، در یک پرواز عروسی جفت می‌گیرند. مورچه‌های فرزند ملکه در میان اکثر گونه‌ها از لاروهایی که مخصوصاً تغذیه می‌شوند تا بالغ شوند رشد می‌کنند.
بستگی به گونه، ممکن است یک ملکه مادر مجرد یا صدها ملکه بارور وجود داشته باشد. ملکه لاسیوس نیجر توسط هرمان آپل حشره‌شناس آلمانی به مدت ۲۸ ۳⁄۴ و سال در اسارت بود. همچنین یک Pogonomyrmex owyheei دارای حداکثر طول عمر برآوردی ۳۰ سال در این زمینه است.
مورچه‌های ملکه تنها اعضای یک کلنی هستند که تخم می‌گذارند. پس از جفت‌گیری، آنها می‌توانند هزاران و گاهی میلیون‌ها تخم در طول زندگی خود تولید کنند.
همهٔ کلونی مورچه‌ها ملکه ندارند.